# Корбоая
Корбоая (рум. Corboaia) — село у повіті Біхор в Румунії. Входить до складу комуни Бояну-Маре.
Село розташоване на відстані 426 км на північний захід від Бухареста, 56 км на північний схід від Ораді, 103 км на північний захід від Клуж-Напоки.

## Населення
За даними перепису населення 2002 року у селі проживали 49 осіб, з них 47 осіб (95,9%) румунів. Рідною мовою 47 осіб (95,9%) назвали румунську.